# Calle de las Tenerías (Vitoria)
La calle de las Tenerías es una vía pública de la ciudad española de Vitoria.

## Descripción
La vía, que adquirió título propio en 1887, discurre desde la calle de Eulogio Serdán hasta el portal de Arriaga, con cruce a medio camino con la de Julián de Apraiz. Se ha conocido también como «calle Nueva de las Tenerías» y «Camino de las Tenerías». El título es gremial, por los talleres en los que se curtían pieles. Hubo otra calle con este nombre, que aparece descrita en la Guía de Vitoria (1901) de José Colá y Goiti con las siguientes palabras:

Calle de las Tenerías.—En 12 de octubre de 1887 se le dió este nombre, que es el primitivo, y antes era parte de las calles del Portal de Aldabe y Santo Domingo fuera, ahora de Aldabe y del Portal de Arriaga. Principia en la plazuela de Santo Domingo y termina en la calle de Aldabe.
(Colá y Goiti, 1901, p. 64)

Hubo en la calle un club de judo de nombre Fujiyama y pervive la bolera de Pagazuri, inaugurada en 1976.